# QZ Carinae
QZ Carinae eller HD 93206, är en multipelstjärna i norra delen av stjärnbilden Kölen. Den har en genomsnittlig skenbar magnitud av ca 6,24 och är mycket svagt synlig för blotta ögat där ljusföroreningar ej förekommer. Baserat på parallaxmätning inom Hipparcosuppdraget på ca 1,7 mas, beräknas den befinna sig på ett avstånd på ca 7 500 ljusår (ca 2 300 parsek) från solen. Den rör sig närmare solen med en heliocentrisk radialhastighet på ca -3 km/s. Stjärnan är den ljusaste stjärnan i den öppna stjärnhopen Collinder 228 och en av de ljusaste i Carinanebulosan.

## Egenskaper

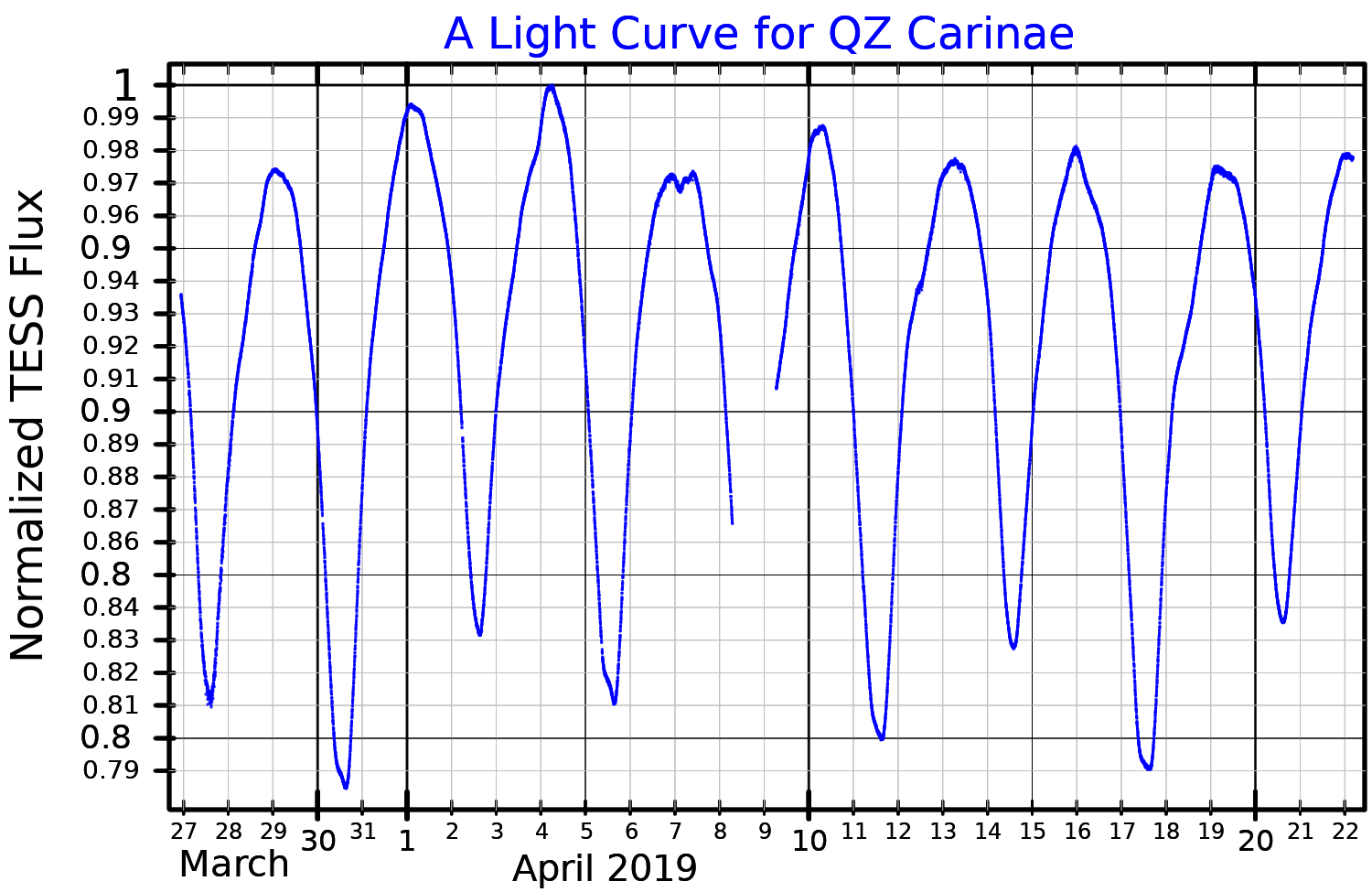
Ljuskurva för QZ Carinae, plottad från TESS-data.

Primärstjärnan CZ Carinae A1 är en blå superjättestjärna av spektralklass O9.7 I. Den har en massa som är ca 70 solmassor, en radie som är ca 22 solradier och har ca 400 000 gånger solens utstrålning av energi från dess fotosfär vid en effektiv temperatur av ca 29 600 K. Konstellationen omfattar fyra massiva lysande stjärnor, betecknade A1 och A2, samt B1 och B2. A1/A2- och B1/B2-paren har en omloppsperiod av endast 25 år kring varandra, medan A-paret genomför en bana kring varandra på 20,7 dygn och B-paret på 6,0 dygn. Systemet är ljusstarkt vid röntgenvåglängder främst på grund av kolliderande stjärnvindar i de två snäva paren. Par A1/A2 bidrar med huvuddelen av röntgenstrålningen.
Följeslagaren CZ Carinae A2 är en blåvit stjärna i huvudserien av spektralklass B2 V med ca 10 gånger solens massa och 6 gånger dess radie. Med en yttemperatur på 20 000 K har den ca 5 000 gånger solens utstrålning av energi.
QZ Carinae B1 är en het blå jätte som expanderar och utvecklas bort från huvudserien. Den är av spektralklass O8 III med ca 14 gånger solens massa och 27 gånger dess radie. Med en yttemperatur på ca 32 600 K har den ca 200 000 gånger solens utstrålning av energi. Följeslagaren QZ Carinae B2 är en het stjärna i huvudserien av spektralklass O9 V med ca 28 gånger solens massa och ca 9 gånger dess radie. Med en yttemperatur på ca 32 500 K har den ca 80 000 gånger solens utstrålning av energi. Stjärna QZ Carinae B1 är mindre massiv än QZ Carinae B2 och antas ha genomgått betydande massförlust eller massöverföring till QZ Carinae B2. Tillsammans har alla fyra stjärnorna en sammanlagd massa 94 gånger solens.

## Variabilitet
QZ Carinae B är en förmörkelsevariabel av typ Beta Lyrae-variabel. Det gör att konstellationens skenbara magnitud varierar regelbundet med en period av 5,999 dygn från +6,16 som maximum till +6,49 vid det primära minimumet och +6,43 vid det sekundära minimumet. Den noterades först 1972 för att vara variabel av observatörer i Auckland.